# 尚塘镇
尚塘乡，是中华人民共和国安徽省淮南市凤台县下辖的一个乡镇级行政单位。

## 行政区划
尚塘乡下辖以下地区：
尚塘村、龙庙村、黑河村、朱庙村、宋台村、安圩村、王桥村、崔海村、安埂村、南李村、黄圩村、郭王村和张徐村。